# Les Anges aux poings serrés
Série
To Sir, with Love II
(1996)
Pour plus de détails, voir Fiche technique et Distribution.
Les Anges aux poings serrés, titre en Belgique et au Québec Les Jeunes Fauves (To Sir, with Love), est un film britannique réalisé par James Clavell, sorti en 1967.

## Synopsis
En attendant d'obtenir un poste d'ingénieur, Mark Thackeray accepte d'enseigner dans un lycée. On lui confie une classe de révoltés, de jeunes adolescents à la dérive refusant toute forme de dialogue. Apprenant la démission de ses collègues, Mark décide d'instaurer ses propres méthodes, loin de toute théorie pédagogique.

## Fiche technique
- Titre : Les Anges aux poings serrés
- Titre belge et québécois : Les Jeunes Fauves
- Titre original : To Sir, with Love
- Réalisation : James Clavell
- Scénario : James Clavell d'après le roman d'E. R. Braithwaite
- Directeur de la photographie : Paul Beeson
- Montage : Peter Thornton
- Musique : Ron Grainer
- Chanson du générique : To Sir, with love par Lulu
- Genre : Drame
- Pays :  Royaume-Uni
- Durée : 105 minutes
- Dates de sortie :
  - États-Unis : 14 juin 1967
  - Angleterre : 29 octobre 1967

## Distribution
Les Adultes
- Sidney Poitier (VF : Serge Sauvion) : Mark Thackeray
- Suzy Kendall : Gillian Blanchard
- Ann Bell : Mrs. Dare
- Geoffrey Bayldon (VF : Henri Virlojeux) : Theo Weston
- Faith Brook (VF : Paula Dehelly) : Grace Evans, la sous-directrice
- Patricia Routledge (VF : Marcelle Lajeunesse) : Clinty Clintridge
- Edward Burnham (VF : Michel André) : Florian, le directeur
- Rita Webb (VF : Lita Recio) : Mrs. Joseph
- Fiona Duncan : Euphemia Phillips
- Fred Griffiths : Mr. Clark
- Mona Bruce : Josie Dawes
- Marianne Stone : Gert
- Dervis Ward : Mr. Clark, le professeur de sport
- The Mindbenders (en) : Groupe musical
- Eric Stewart : Le Guitariste / Chanteur des Mindbenders
- Bob Lang : Le bassiste des Mindbenders
- Ric Rothwell : Le Batteur / Chanteur des Mindbenders
- John Clifford : Un homme au marché (non crédité)

Les élèves
- Christian Roberts : Denham
- Judy Geeson : Pamela Dare
- Chris Chittell (en) : Potter
- Adrienne Posta (en) : Moira Joseph
- Peter Attard : Ingham
- Sally James : Une élève
- Grahame Charles : Fernman
- Michael Des Barres : Williams
- Margaret Heald : Osgood
- Ellison Kemp : Campbell
- Al Lampert : Un élève
- Chitra Neogy : Une élève
- Elna Pearl : Une élève
- Bonnie Lythgoe (en) : Purcell (crédité Bonita Shawe)
- Anthony Villaroelt : Seales
- Richard Willson : Curly
- Stewart Bevan (en) : Un élève
- Carla Challoner : Strong
- Joseph Cuby : Sapiano
- Sally Gosselin : Tuffen
- Kevin Hubbard : Un élève
- Howard Knight : Un élève
- Lynne Sue Moon : Miss Wong
- Jayne Peach : Jeanie Clarke
- Gareth Robinson : (VF : Patrick Dewaere) : Tich Jackson
- Roger Shepherd : Buckley
- Stephen Whittaker : Un élève
- Lulu : Barbara 'Babs' Peggs